# Crossocalyx
Crossocalyx là một chi rêu trong họ Anastrophyllaceae.